# Nafi ibn al-Azraq
Nafi ibn al-Azraq al-Hanafi (arabe : نافع بن الأزرق الحنفي ; mort en 685) fut le premier dirigeant de l'insurrection kharijite Azraqites pendant la seconde guerre civile de l'Islam.
Il était passif avant d'être encouragé par le poète Kharijite Abu al-Wazi à passer à l'action en lui montrant ce qu'il fallait faire. C'est ainsi que ce dernier en tua une personne qui parlait contre les Kharijites. Au cours du premier siège de La Mecque en 683, Nafi ibn al-Azraq s'est rangé du côté d'Abd Allah ibn al-Zubayr pour défendre la ville contre les assiégeants omeyyades. Cependant, après le siège, il l'a quitté en raison d'une divergence d'opinion sur le meurtre du troisième calife Othmân et s'en est allé à Bassorah où la ville était déjà en guerre civile en raison de conflits tribaux. Il en pris le contrôle en assassinant le gouverneur adjoint et a fait irruption dans la prison pour libérer ses camarades Kharijites. Il a par la suite été expulsé par le nouveau gouverneur de Zubayrid et s'est enfui à Ahwaz avec ses partisans. De là, il entreprit plusieurs raids contre les colonies du sud de l'Irak avant d'être tué par les forces gouvernementales en 685.